# Helsinki Comité voor Mensenrechten
Een Helsinki-comité voor Mensenrechten was een in veel landen bestaand nationaal comité voor de rechten van de mens, dat was aangesloten bij de Internationale Helsinki-federatie voor Mensenrechten (IHF), waarvan het hoofdkwartier zich in Wenen bevond. De naam verwijst naar de Helsinki-akkoorden uit 1975. De oorspronkelijke comités waren die van België, Canada, Frankrijk, Oostenrijk, Nederland, Noorwegen, Zweden en de Verenigde Staten.
De overkoepelende federatie, de IHF, ging in 2007 failliet als gevolg van de verduistering van 1,2 miljoen euro door haar financieel directeur, Rainer Tannenberger. Hij werd veroordeeld tot drie jaar gevangenisstraf, waarvan twee voorwaardelijk.